# That Night
"That Night" er en sang, der er udført af det lettisk band Carousel. Sangen blev valgt til at repræsentere Letland i Eurovision Song Contest 2019 den 16. februar 2019.